# 113 Herculis
113 Herculis är en dubbelstjärna i Herkules stjärnbild.
Stjärnan har visuell magnitud +4,60 och är synlig för blotta ögat. Den befinner sig på ett avstånd av ungefär 470 ljusår.